# Ніколаєвка (Шарлицький район)
Нікола́євка (рос. Николаевка) — село у складі Шарлицького району Оренбурзької області, Росія.

## Населення
Населення — 179 осіб (2010; 279 у 2002).
Національний склад (станом на 2002 рік):
- росіяни — 90 %